# Microdon chapini
Microdon chapini är en tvåvingeart som beskrevs av Hull 1941. Microdon chapini ingår i släktet myrblomflugor, och familjen blomflugor.
Artens utbredningsområde är Thailand. Inga underarter finns listade i Catalogue of Life.